# St. Mariä Himmelfahrt (Wesel)

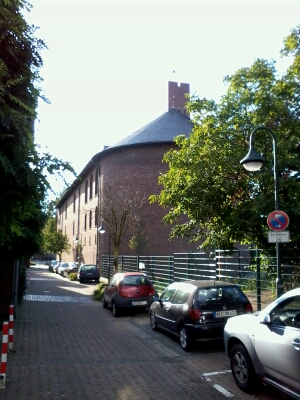
St. Mariä Himmelfahrt, Chorapsis

 Die Kirche St. Mariä Himmelfahrt ist die katholische Stadtpfarrkirche unweit des Großen Marktes in der Innenstadt von Wesel. Das Gotteshaus mit dem Patrozinium der Aufnahme Mariens in den Himmel geht zurück auf ein 1291 gegründetes Dominikanerkloster. Nach Kriegszerstörung entstand der heutige Bau 1952 nach Plänen von Rudolf Schwarz. Die Kirche ist seit 2006 Teil der aus den bisherigen Gemeinden St. Mariä Himmelfahrt und St. Martini neugegründeten Pfarrei St. Martini und wurde Pfingsten 2013 mit den weiteren Gemeinden St. Antonius und St. Johannes zur Pfarrei St. Nikolaus Wesel zusammengeführt.

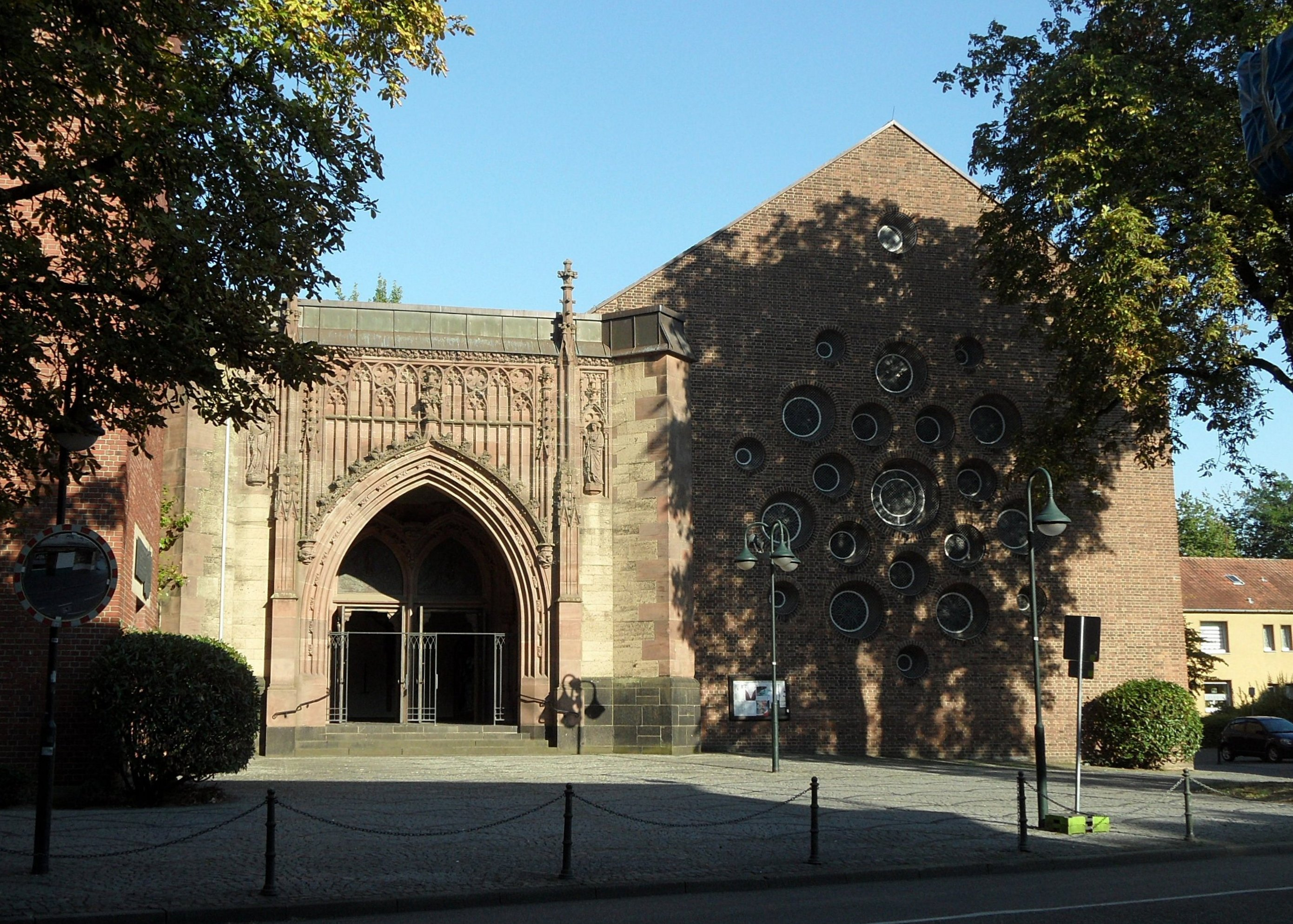
St. Mariä Himmelfahrt – Ansicht von Westen

Mit der Sanierung und Neustrukturierung der St. Mariä-Himmelfahrt-Kirche soll das neue Forum der katholischen Kirchengemeinde St. Nikolaus entstehen. Gleichzeitig soll das angrenzende Areal mit weiteren kirchlichen Liegenschaft neu strukturiert werden.

## Geschichte

### Kloster und Pfarrkirche
1291 errichteten die Dominikaner in Wesel ihr Kloster mit einer Kirche. Nachdem die Stadtpfarrkirchen St. Willibrord und St. Nikolaus in der Reformation calvinistisch geworden waren, bildeten das Dominikanerkloster und die Fraterherrenkirche St. Martin den Rückhalt der katholischen Minderheit. Das Dominikanerkloster bestand bis 1807.
Die gotische Kirche wurde im 18. Jahrhundert durch eine barocke und zu Beginn des 20. Jahrhunderts durch eine neugotische ersetzt. Diese wurde bis auf die Krypta und den Turm im Zweiten Weltkrieg zerstört. Der schwerbeschädigte Turm blieb zunächst stehen, bis er am 12. Juli 1961 wegen Baufälligkeit abgerissen wurde. Erhalten blieb nur das Erdgeschoss mit der Portalvorhalle.

### Krypta mit Herzogsgrab
Herzog Adolf II. von Kleve und seine Gemahlin Maria von Burgund bestimmten das Kartäuserkloster auf der Gravinsel als ihre letzte Ruhestätte. Im Krieg der Holländer gegen die Spanier, in der ersten Phase des Achtzigjährigen Kriegs, zerstörten Soldaten und Weseler Bürger das Kartäuserkloster mitsamt der Klosterkirche, woraufhin im Jahr 1590 die Mönche bei den Dominikanern Zuflucht suchten. Sie überführten gleichzeitig die sterblichen Überreste des bei ihnen beigesetzten Herrscherpaars in die Krypta der Dominikanerkirche. Eine Inschrift in der Krypta erinnert an die Überführung. Die Krypta erhielt beim Wiederaufbau eine neue Gestalt.

## Architektur
Die heutige Kirche wurde nach Entwurf des Kölner Architekten Rudolf Schwarz 1952 erbaut. Der Grundriss ihres Langhauses ist fast rechteckig. Es ist flach gedeckt und schließt bündig mit einer runden Apsis. Das Langhaus besitzt Rundbogenfenster, je drei übereinander in nach oben zunehmender Größe zu sechs Achsen geordnet. In die Westwand sind zahlreiche Rundfenster verschiedener Größe eingefügt, die zusammen die Form einer Fensterrosette ergeben. In seiner Gestalt ähnelt das Gotteshaus einer römischen Palastaula. Der Bau besteht aus Backstein.
Von dem neugotischen Kirchbau blieb nur das Portal mit einem weiten, offenen Spitzbogen und flankierenden Fialtürmchen erhalten. Dahinter befindet sich das Doppelportal zur Vorhalle als Eingangsbereich zur Kirche.
Die Krypta besteht aus zwei Teilen, der vorderen alten und der durch sie zugänglichen neuen Krypta. Die alte Krypta wurde 1788 angelegt und diente bis zur Auflösung des Klosters im Jahre 1807 als Grablege der Mönche. Die neue Krypta wurde 1934 zu einer dreischiffigen, vierjochigen Unterkirche ausgebaut. Sie ist mit Kreuzgratgewölben aus Backstein überspannt. Überragt wird die Kirche von einem hohen prismenförmigen Turm, der wie ein Campanile frei steht und von 1962 bis 1964 neu gebaut wurde.

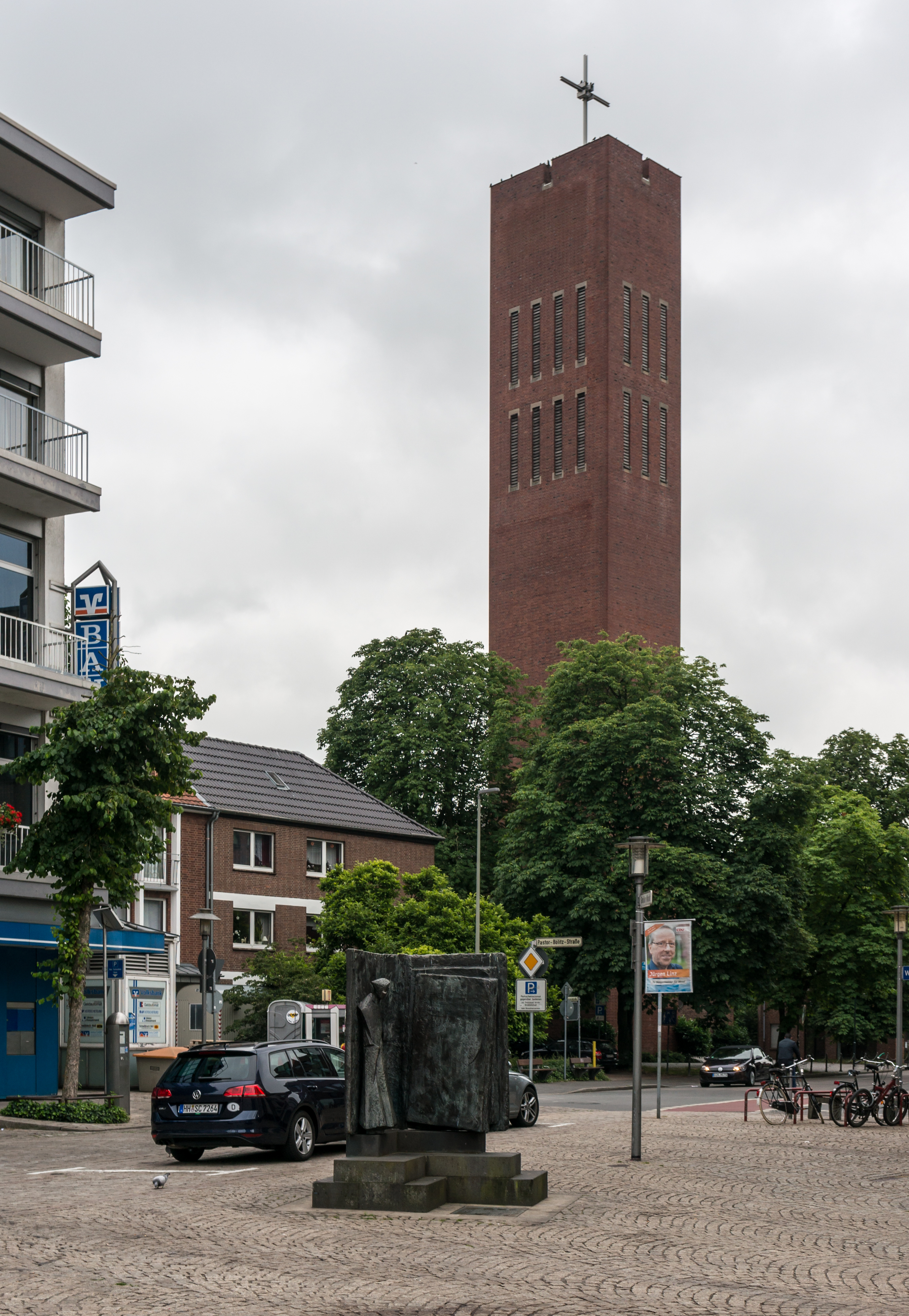
Freistehender Turm
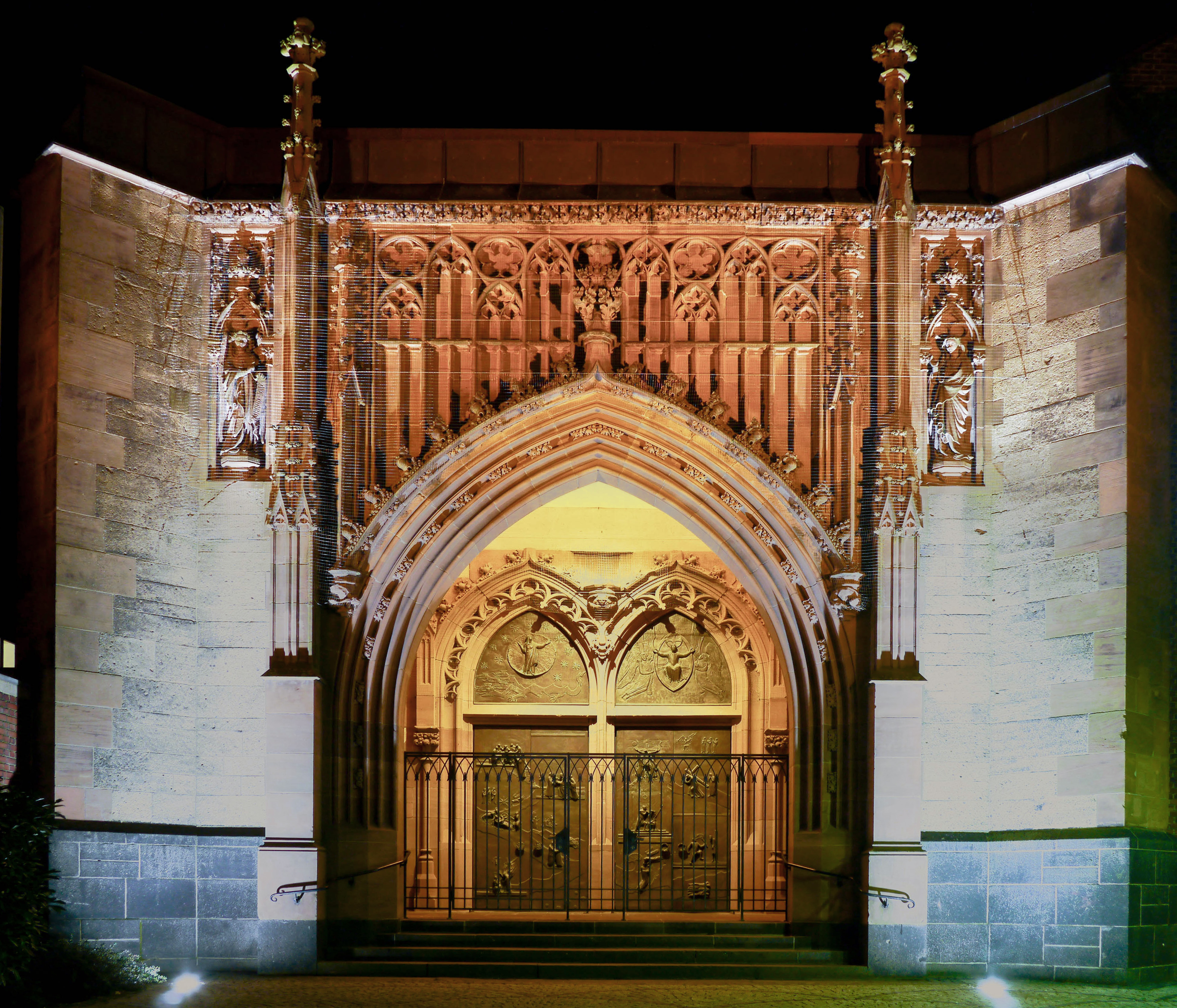
Neugotisches Portal der Kirche
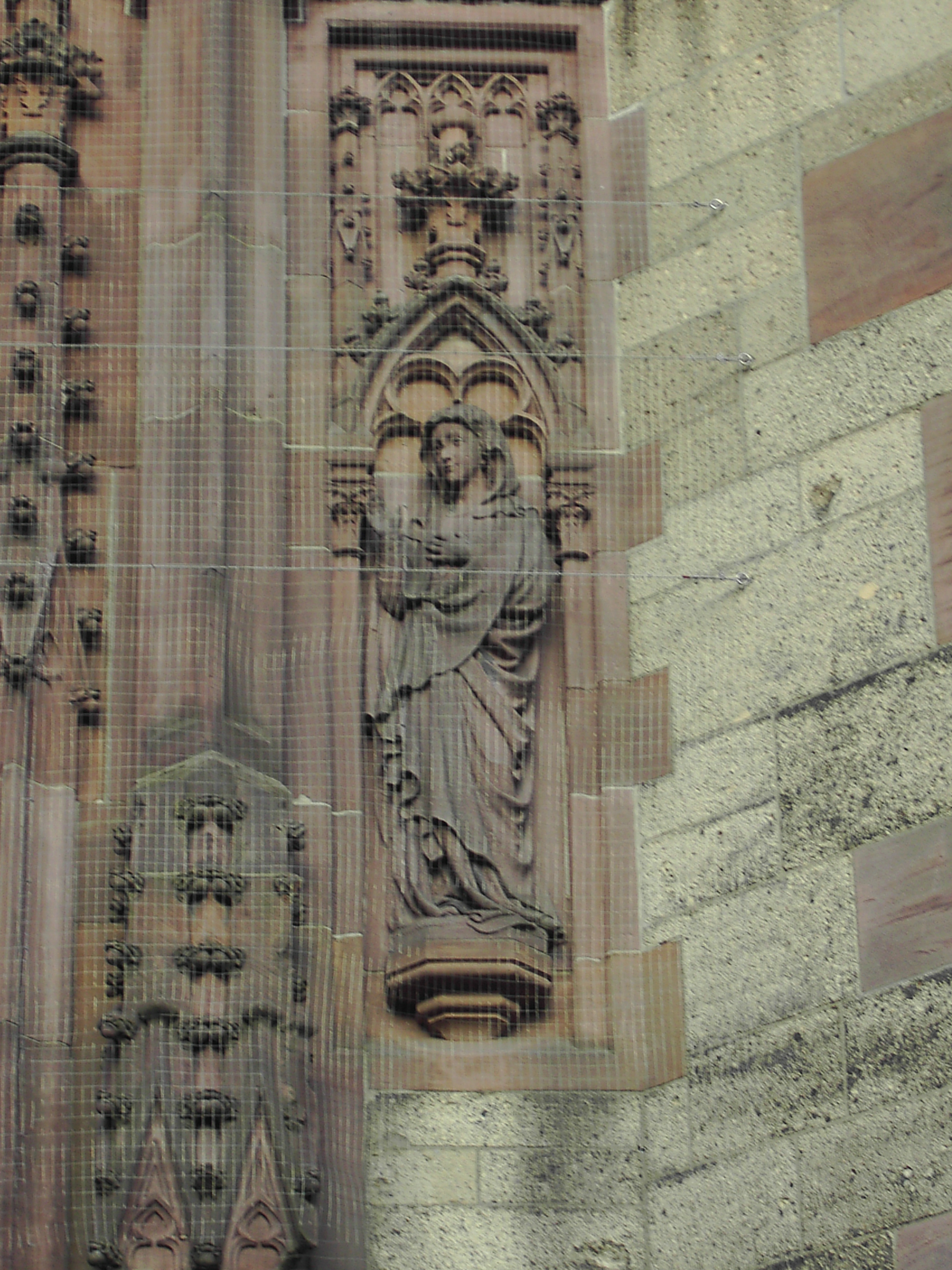
Figur am Hauptportal

## Geläut
Die Kirche verfügt über drei Glocken. Hergestellt wurden sie von der Gießerei Petit & Gebr. Edelbrock in Gescher:
- Die erste Glocke, die Theresiaglocke, wurde im Jahre 1960 gegossen. Sie wiegt 1095 kg und hat den Ton „F’“. Ihre Inschrift lautet: „UND MEINER LIEBE LIEDER VERSTUMMEN NICHT“.
- Die Marienglocke aus dem Jahre 1978 mit dem Ton „G’“ wiegt 750 kg. Ihre Inschrift lautet: „WAS ER EUCH SAGT, DAS TUT! (Joh. 2,5)“.
- Eine weitere, 1978 gegossene Glocke mit dem Namen des hl. Willibrord trägt den Satz: „VOR ALLEM ABER LIEBT EINANDER, DENN DIE LIEBE HÄLT ALLES ZUSAMMEN“ (Kolosser-Brief). Sie wiegt 1943 kg und hat den Schlagton „D’“.

## Ausstattung

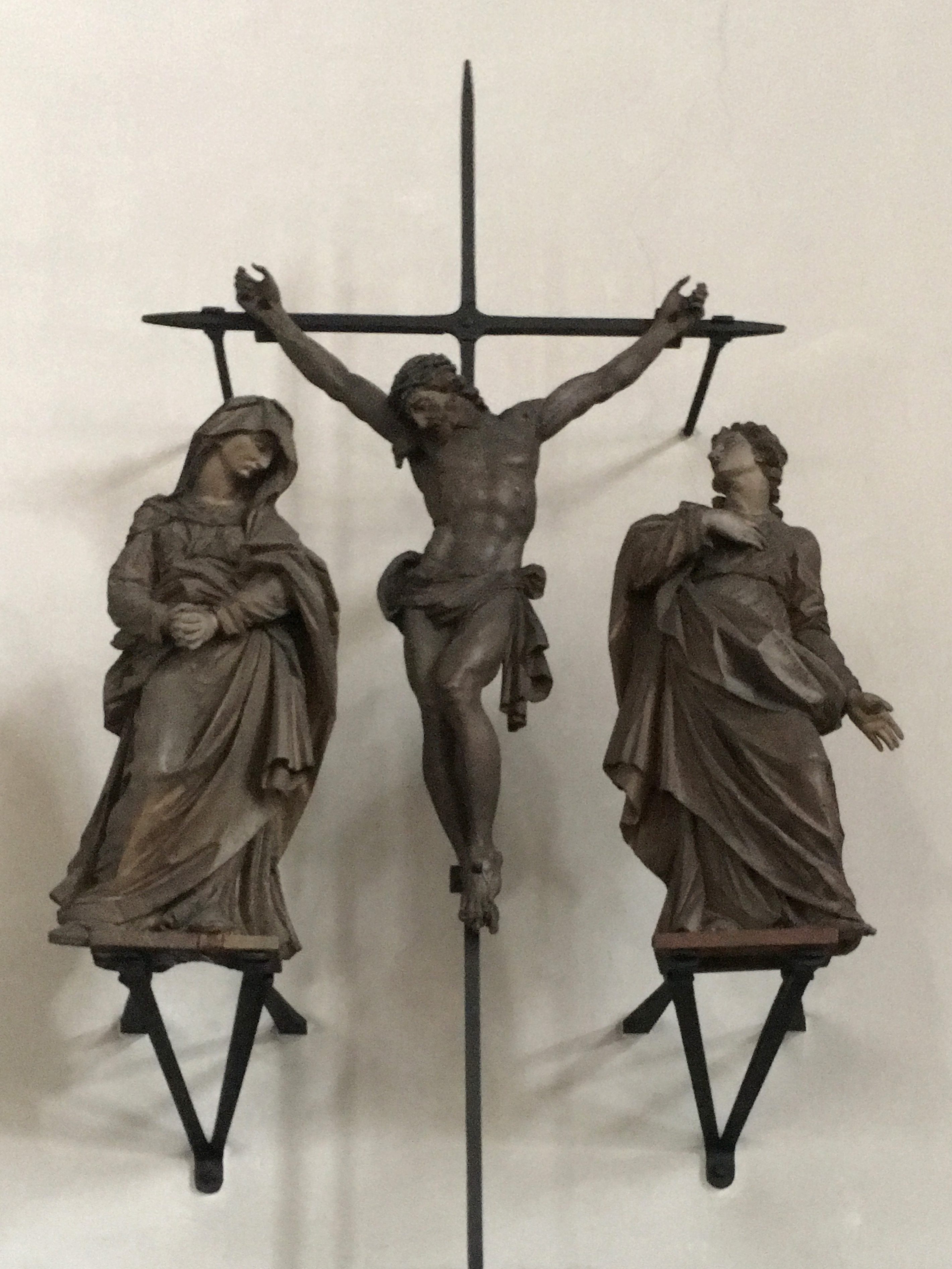
Kreuzigungsgruppe von 1717

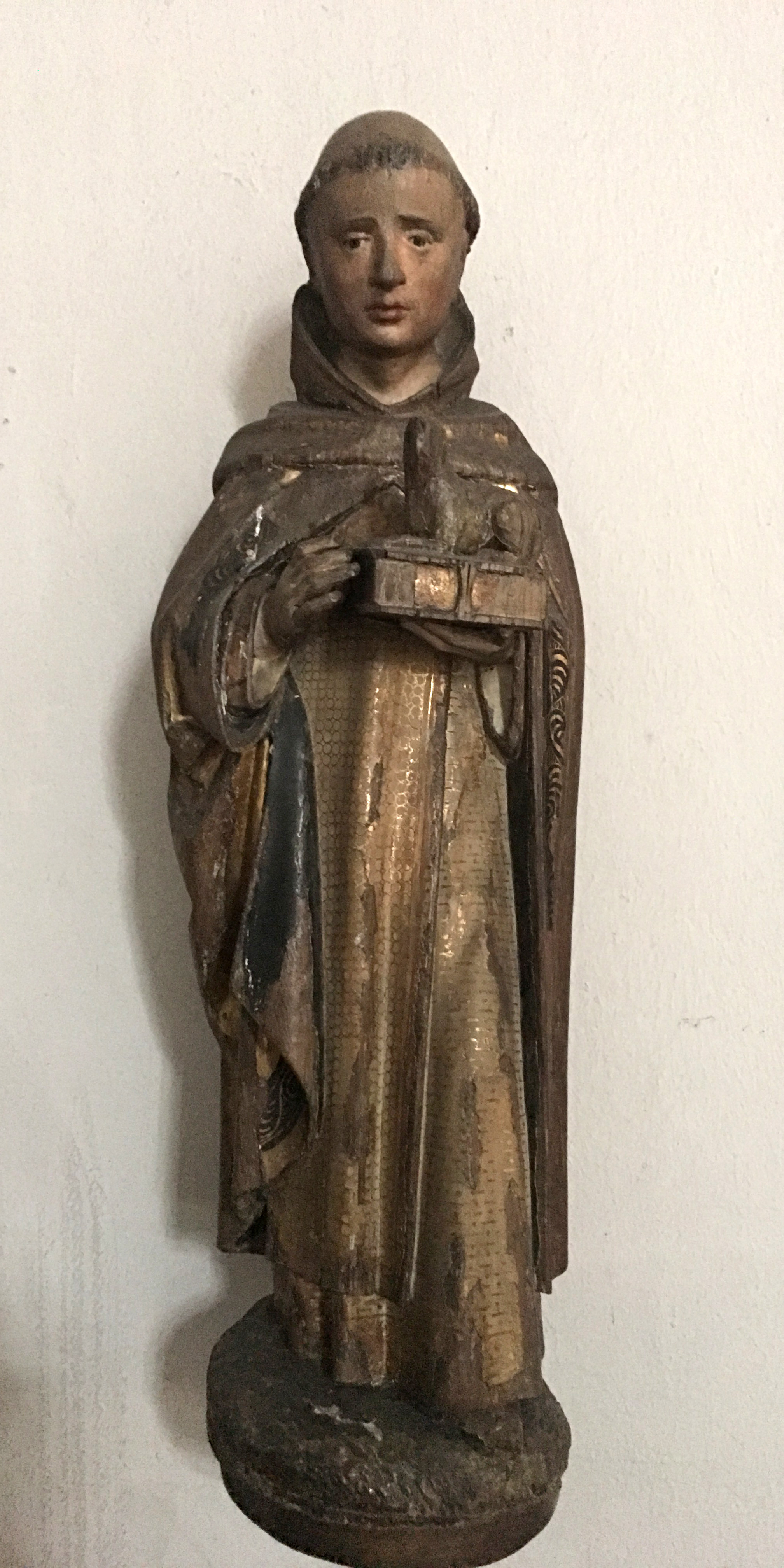
Hl. Dominikus (um 1500)
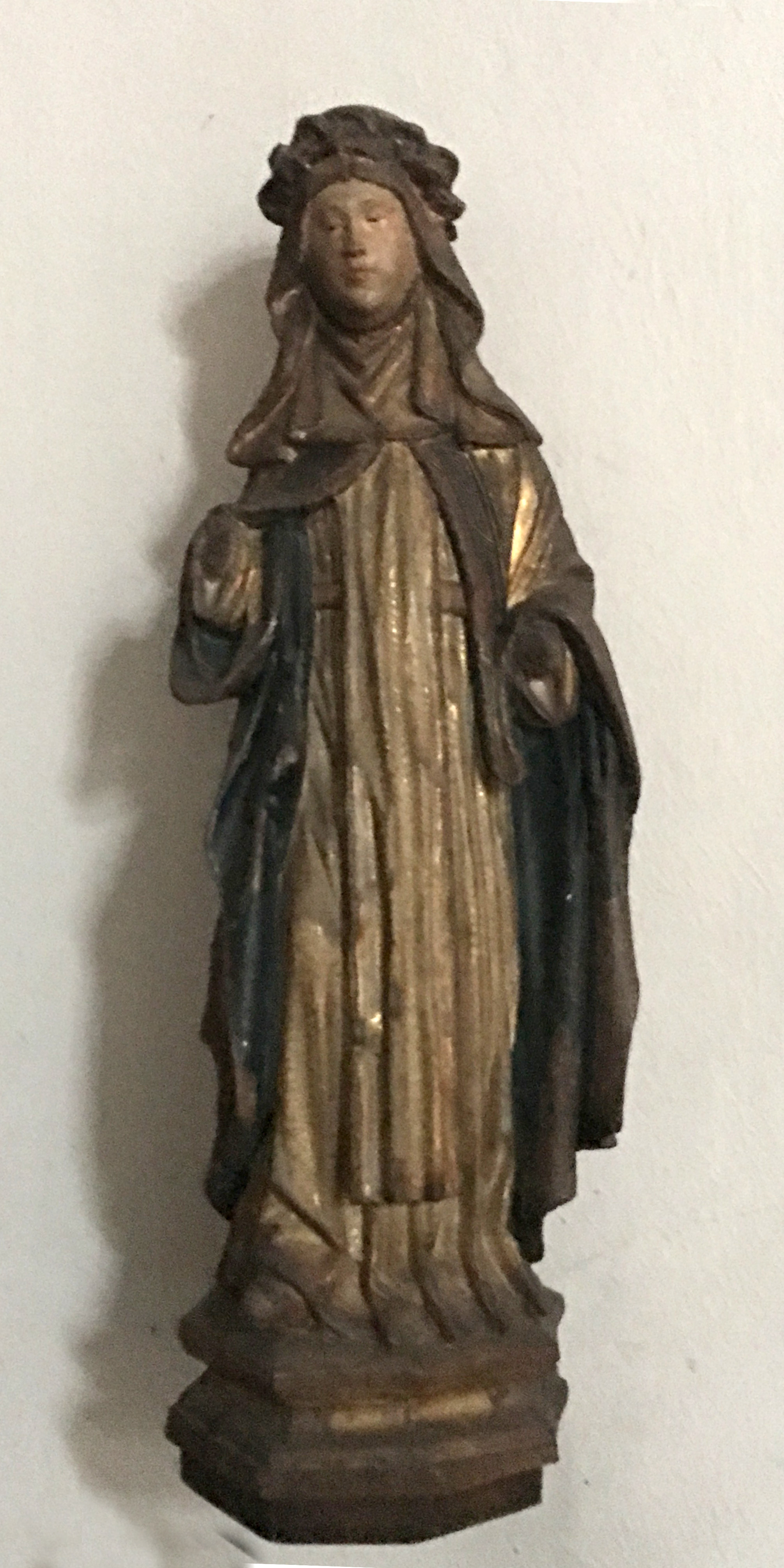
Hl. Katharina von Siena (um 1500)

Aus der barocken Kirche wurde die von Gabriel de Grupello um 1717 geschaffene Kreuzigungsgruppe übernommen. Sie hat ihren Platz hinter dem Hochaltar. Der Altar besteht aus blauem Belgischen Marmor. Über ihm hängt der Apostelleuchter, ein Radleuchter aus einem messingfarbenen Reifen mit zwölf Lichtern, je ein Licht für einen Apostel.
Die Sitzstatue des hl. Willibrord erinnert an die Willibrorditradition, sie wurde 1975 von der Künstlerin Hildegard Bienen aus Marienthal geschaffen, ebenso 1982/1983 die Tabernakelstele. In der Brust der Sitzstatue des hl. Willibrord ist eine Kapsel mit einer Reliquie des Heiligen, die sich früher im Altar der Krypta befand.
Den Tabernakel schuf der Kölner Goldschmied Hein Wimmer 1956. Auf den Tabernakeltüren sind die Symbole des dreifaltigen Gottes zu sehen: Auge, Kreuz und Taube. Die Emaillefarben Blau, Rot und Weiß heben sich von der Silberfläche ab. In Silber ist auch die in griechischen Buchstaben geschriebene Inschrift ΙΧΘΥΣ („Ichthys“ = Fisch), ein altchristliches Symbol für Christus. Auch der Ambo und die Tabernakelstele in Sandstein wurden von Hein Wimmer gestaltet.
Rechts neben dem Ambo befinden sich Figuren des hl. Dominikus und der hl. Katharina von Siena, beide um 1500 entstanden. Das Taufbecken aus Bronze schuf Hans Dinnendahl (Telgte) 1935, es steht auf zwölf zylinderförmigen Stützen und erinnert damit ebenfalls an die zwölf Apostel, die die Botschaft Christi in die Welt hinaustrugen. An den Wandungen sind Szenen der Heilsgeschichte angebracht.
Die an den beiden Längswänden untergebrachten Kreuzwegstationen schuf die Kölner Künstlerin Hildegard Domizlaff 1955–1958, sie zeigen in Schiefer eingeschnittene figürliche Darstellungen.
In der Kirche befindet sich auch die Statue der Maria auf der Mondsichel, die gegen Ende des 19. Jahrhunderts von Ferdinand Langenberg aus Goch gefertigt wurde; ebenso von ihm sind die beiden Engelgruppen beiderseitig neben dem Kreuz in der Vorhalle, die von einem Marienaltar in der neugotischen Kirche stammen.
In den Fenstern und in den Rundfenstern des Kirchenschiffs sind seit 1964 Glasornamente auf Antikglas von Anton Wendling eingefasst. Die Farbverglasungen in den Türfüllungen rechts und links des Kreuzes und das Glasgemälde über dem Kreuz in der Vorhalle wurden 1989 von Hildegard Bienen entworfen, der Prophet Jesaja in der linken und der hl. Dominikus in der rechten Tür. Im Fenster über dem Kreuz sind das Auge als Zeichen für Gottvater und die Taube als Zeichen für den Heiligen Geist abgebildet.
Auf den Bronzetüren der Hauptportale zur Vorhalle sind die Begebenheiten aus den Heilsgeschichten des freudenreichen und des schmerzhaften Rosenkranzes dargestellt. In den Tympanon über den Portalen finden sich der thronende Christus und Maria auf der Sichel des Mondes, beide 1988 ebenfalls von Hildegard Bienen. Wahrscheinlich diente als Vorbild zum Entwurf das Hauptportal der Marienthaler Klosterkirche mit der Darstellung des Glaubensbekenntnisses von Edwin Scharff.

## Orgel
Die heutige Orgel stammt aus den Jahren 1952, 1960 und 1972 von der Orgelbauwerkstatt Breil in Dorsten und wurde an der Westwand an beiden Seiten neben der Fensterrosette in zweiteiliger Bauweise errichtet. Sie besitzt 2912 Pfeifen mit 39 Registern, verteilt auf 3 Manuale und Pedal. Ihre Disposition ist:
| Hauptwerk   |       |
| Quintade    | 16′   |
| Prinzipal   | 8′    |
| Spitzflöte  | 8′    |
| Octave      | 4′    |
| Gedackflöte | 4′    |
| Nachthorn   | 2′    |
| Mixtur V    | 1 ⁄3′ |
| Trompete    | 8′    |

| Positiv         |       |
| Gedackt         | 8′    |
| Salicional      | 8′    |
| Prinzipal       | 4′    |
| Koppelflöte     | 4′    |
| Oktave          | 2′    |
| Nasat           | 1 ⁄3′ |
| Sesquialtera II |       |
| Scharff IV      |       |
| Dulzian         | 8′    |

| Schwellwerk     |        |
| Holzflöte       | 8′     |
| Trichtergamba   | 8′     |
| Prinzipal       | 4′     |
| Querflöte       | 4′     |
| Nasat           | 2 ⁄3′  |
| Oktave          | 2′     |
| Terz            | 1 3⁄5′ |
| None            | 8⁄9′   |
| Octävlein       | 1′     |
| Terzzimbel III  |        |
| Franz. Trompete | 8′     |
| Schalmey        | 4′     |
| Tremulant       |        |

| Pedal      |     |
| Prinzipal  | 16′ |
| Subbass    | 16′ |
| Octave     | 8′  |
| Gedacktbaß | 8′  |
| Choralbaß  | 4′  |
| Flachflöte | 2′  |
| Mixtur IV  | 2′  |
| Posaune    | 16′ |
| Trompete   | 8′  |
| Clairon    | 4′  |